# Чедомил Миятович
Чедомил Миятович е сръбски дипломат, икономист и публицист, с принос към модернизацията на Сърбия при последните Обреновичи през последните десетилетия на XX век.

## Произход и ранни години
Чедомил Миятович е роден в Белград през 1842 година, в семейството на сърби от Войводина (тогава част от Австрийската империя), преселили се в сръбското автономно княжество. Баща му Милан Миятович – гимназиален учител, умира, когато Чедомил е 10-годишен. Вторият брак на майка му е с Василие Берар, директор на сръбската държавна печатница.
На младини (1863 до 1865) Чедомил Миятович изучава държавни науки (право) в Лайпциг, Мюнхен и Цюрих. Известно време работи в Австрийската национална банка и в Кредитанщалт. През 1865 година се установява в Сърбия като професор по политикономия в белградската „Велика школа“ (предтеча на първия сръбски университет).

## Политическа биография
Практическият опит на Миятович в банковото дело води до включването му в политиката. В периода 1873-1875 година той е на три пъти финансов министър на Сърбия и като такъв е отговорен за въвеждането на метричната система и динара.
В началото на 80-те години Миятович влиза в политическия клуб на „младоконсерваторите“ (прераснал по-късно в Напредняшката партия) и придобива голямо влияние като личен приятел на княз (крал) Милан Обренович. В правителството на Милан Пирочанац, дошло на власт през 1880 година, той държи едновременно финансовото и външното министерство.
Като противник на руското влияние в Сърбия, Чедомил Миятович сътрудничи на княз Милан в курса към сближение с Австро-Унгария и сам подписва тайната конвенция с Хабсбургската монархия от юни 1881 година. Това му струва поста във външно министерство, тъй като Пирочанац е недоволен от съдържанието на конвенцията и заплашва с оставка на кабинета. Правителствената криза е решена, като Миятович е принуден да предаде външното ведомство на министър-председателя, но си запазва контрола над финансовото министерство. Като министър на финансите през 1882 година той осигурява кредит от Франция за построяването на сръбския участък от жп линията Белград – Цариград и участва в създаването на Сръбската народна банка.
През октомври 1884 година Миятович е назначен за пълномощен министър в Лондон. След Съединението на Княжество България и Източна Румелия се опитва да защити агресивната сръбска политика спрямо България пред британската общественост, но безрезултатно. Напуска Лондон през януари 1886 година, когато е натоварен от крал Милан да води преговорите в Букурещ за прекратяване на Сръбско-българската война. По внушение на британската дипломация, Миятович не се съобразява с инструкциите на краля да действа за възобновяване на войната и преговорите приключват успешно с подписването на Букурещкия договор (3 март 1886).
Миятович е отново финансов министър през 1886-1887 и за кратко през 1894 година. През 1888-1889 е начело на външното министерство. През 1900 представлява Сърбия в Цариград. През 1895-1900 и 1902-1903 година е (за втори и трети път) пълномощен министър на Сърбия във Великобритания. Подава оставка от този пост дни след Майския преврат, който води до 3-годишно прекъсване на сръбско-британските дипломатически отношения. Осъжда убийството на крал Александър Обренович и съпругата му Драга, но съдейства неофициално за двустранното разбирателство чрез отстраняване на част от кралеубийците.

## Публицистика
Чедомил Миятович е автор на множество книги и статии като кореспондент (от 1891 до 1893 и от 1903 до 1914 година) на сръбски вестници в Лондон и радетел за популяризирането на сръбската култура и политика във Великобритания. Той написва повечето статии за Сърбия в единадесетото издание на Енциклопедия Британика (1910-1911). По-известните от трудовете му са посветени на убийството на Александър Обренович, историята на Сърбия и спомените му от дипломатическото поприще:
- Mijatovich, Chedomille. A Royal Tragedy. Being the Story of the Assassination of King Alexander and Queen Draga of Servia. London, Eveleigh Nash, 1906
- Mijatovich, Chedo. Servia and the Servians. London, Sir Isaac Pitman & Sons, 1908
- Mijatovich, Chedomille. The Memoirs of a Balkan Diplomatist. London, New York, Toronto and Melbourne, Cassell and Company, Ltd. 1917 (посетен на 27.12.2017)